# El juglar y la reina
El juglar y la reina és una sèrie de Televisió espanyola, amb guions de Ricardo López Aranda, emesa en la temporada 1978-1979.

## Sinopsi
Amb episodis independents entre si, en els quals varia la direcció i el repartiment, la sèrie compta com a fil conductor la recreació, de manera dramatitzada, d'esdeveniments històrics esdevinguts en els diferents regnes que van existir en la Península Ibèrica entre els segles XIII i XVII.

## Anàlisi
Estrenada tan sols tres anys després de l'inici del regnat de Joan Carles I i poc abans del referèndum d'aprovació de la Constitució espanyola, s'ha volgut trobar en aquesta sèrie un canal de transmissió als espanyols del moment del pes i importància de la monarquia en l'esdevenir històric del país així com una forma de mostrar el patrimoni històric comú a tots els espanyols.

## Llista d'episodis
A continuació, el llistat d'episodis, amb expressió del títol, data d'emissió, director i època en la qual es desenvolupa l'acció:
- Los hijos del sol - Antonio José Betancor - 20 octubre 1978 
  - Bettina Bosé
  - Alejandro de Enciso
  - Joaquín Hinojosa
  - Zulema Katz
  - Carlos Otero
  - Mario Pardo
  - Miguel Pedregosa
  - Quique San Francisco
  - Manuel Sierra

- Tallado en humo - 27 d'octubre de 1978 - Roberto Fandiño (segle XV)
  - Juan Pedro Ariza	 ...	Muchacho
  - Osvaldo Casado ...	Fernando
  - Maribel Martín…	Isabel
  - Eusebio Poncela…	Enrique IV
- Validos no quiero más - 21 de novembre de 1978 (siglo XV)
  - Teresa Blanco	 ...	Juana Pimentel
  - Frank Braña	 ...	Don Juan
  - Antonio Durán	 ...	Álvaro de Luna
  - Adolfo Thous	 ...	Fraile

- El rey monje - 31 d'octubre de 1978 - Fernando Méndez-Leite Serrano
  - Héctor Alterio
  - Massiel
  - Primitivo Rojas
  - Concha de Leza
  - Aurora Pastor
  - Walter Vidarte
- La dama de blanco - 9 de gener de 1979 
  - William Layton
  - Virginia Mataix
  - Yelena Samarina
  - Laura Torres

- Amor más poderoso que la muerte - 7 de novembre de 1978 (segle XIV)
  - Blaki...	Cec
  - Juana Jiménez	 ...	Dueña
  - Maribel Martín	 ...	Agnès de Castro
  - Julián Mateos	 ...	Don Pedro
  - Amparo Pamplona	 ...	Donya Blanca
  - Manuel Pereiro	 ...	Rei de Portugal

- El enigma de don Carlos - 14 novembre 1978 - Enrique Brasó (segle xvi)
  - Manuel Alexandre
  - Emma Cohen
  - Conchita Goyanes
  - Juan Ribó
  - Pedro Mari Sánchez
  - José Vivó
- La hechizada - 28 novembre 1978 - Jaime Chávarri
  - Joaquín Hinojosa
  - Mercedes Juste
  - Maribel Martín
  - Margarita Mas
  - Luis Suárez
  - Eduardo Sánchez Torell
  - Flora María Álvaro

- La envenenadora - 5 desembre 1978 
  - Cipe Lincovsky
  - Antonio Ramis
  - Vicente Vega

- Raquel de Toledo  - 19 desembre 1978 
  - Fernando Chinarro	 ...	Conestable
  - Lone Fleming	 ...	Doña Leonor
  - Ángel Menéndez	 ...	Arquebisbe
  - Nadia Morales	 ...	Raquel
  - Pedro Mari Sánchez	...	Alfonso
  - Herminia Tejela	 ...	Dueña

- Boabdil, el Grande - 26 desembre 1978 - Antonio José Betancor (segle XV)
  - Paco Catalá
  - Emilio Linder
  - Ana Lázaro
  - Maribel Martín
  - Julián Mateos

- La leyenda del Conde Niño - 2 gener 1979 - Roberto Fandiño
  - Inma de Santis
  - Ismael
  - Helga Liné
  - Pedro Mari Sánchez

- Malferida iba la garza - 16 gener 1979 - Roberto Fandiño
  - Charly Bravo
  - Claudia Gravy
  - Fernando Sotuela